# Primera División femenina de fútbol sala 2012-13
La temporada 2012-13 de Primera División fue la 19.ª edición de la máxima categoría de la Liga Nacional de Fútbol Sala Femenina de España. La competición se disputa anualmente, empezando a finales del mes de agosto o principios de septiembre, y terminando en el mes de mayo o junio del siguiente año.
La Primera División, tras la retirada del Cajasur Deportivo Córdoba FS por motivos económicos, consta de un grupo único integrado por quince equipos. Siguiendo un sistema de liga, los quince equipos se enfrentan todos contra todos en dos ocasiones -una en campo propio y otra en campo contrario- sumando un total de 30 jornadas. El orden de los encuentros se decide por sorteo antes de empezar la competición. La clasificación final se establece con arreglo a los puntos totales obtenidos por cada equipo al finalizar el campeonato. Los equipos obtienen tres puntos por cada partido ganado, un punto por cada empate y ningún punto por los partidos perdidos. El equipo que más puntos sume al final del campeonato será proclamado campeón de Liga.
El Femesala Elche, uno de los equipos históricos del Fútbol Sala Femenino renuncia a su plaza en Primera División por motivos económicos, su lugar lo ocupa el Viaxes Amarelle FSF.

## Equipos participantes
| Club                         | Ciudad        | Comunidad Autónoma   | Entrenador/a           | Pabellón                            | Aforo |
| ---------------------------- | ------------- | -------------------- | ---------------------- | ----------------------------------- | ----- |
| Atlético Madrid Navalcarnero | Navalcarnero  | Comunidad de Madrid  | Carlos Pulido          | La Estación                         | 1.500 |
| FSF Móstoles                 | Móstoles      | Comunidad de Madrid  | Luis Fernando Ostolaza | Villafontana                        |       |
| CD Burela FS Pescados Rubén  | Burela        | Galicia              | Javier Pardeiro        | Vista Alegre                        | 1.400 |
| Ponte Ourense FSF            | Orense        | Galicia              | Oscar Vivian           | Os Remedios                         | 2.500 |
| C Queralt Gironella          | Gironella     | Cataluña             | Robert Caneda          | Municipal de Gironella              |       |
| Universidad de Alicante FSF  | Alicante      | Comunidad Valenciana | Carlos Navarro         | Universidad de Alicante             | 500   |
| CV Soto del Real FSF         | Soto del Real | Comunidad de Madrid  | Iván Igea              | Municipal Soto del Real             |       |
| Lacturale Gurpea Orvina KE   | Pamplona      | Navarra              | Leandro Fernández      | Ezkaba                              |       |
| FSF Rioja                    | Logroño       | La Rioja             | Álvaro Cordón          | Palacio de los Deportes de La Rioja | 4.000 |
| Cidade de As Burgas FS       | Orense        | Galicia              | Manolo Codeso          | Os Remedios                         | 2.500 |
| Valladolid FS                | Valladolid    | Castilla y León      | Paco Mellado           | Lalo García                         |       |
| CFS Femení Centelles         | Centelles     | Cataluña             | Blanca Díez            | Municipal de Centelles              |       |
| FS Ciudad de Alcorcón        | Alcorcón      | Comunidad de Madrid  | Ángel Orejón           | Santo Domingo                       |       |
| Roldan FSF                   | Torre Pacheco | Región de Murcia     | Joaquín Peñaranda      | Gabriel Pérez                       | 460   |
| Viaxes Amarelle FSF          | La Coruña     | Galicia              | José Carlos Martín     | Sagrada Familia                     |       |

### Equipos por comunidades autónomas
| Comunidad autónoma   | N.º | Equipos                                                                                  |
| -------------------- | --- | ---------------------------------------------------------------------------------------- |
| Galicia              | 4   | Ponte Ourense, Cidade de As Burgas, Viaxes Amarelle FSF y Burela FS Pescados Rubén       |
| Comunidad de Madrid  | 4   | FSF Móstoles, Atlético Madrid Navalcarnero, FS Ciudad de Alcorcón y VP Soto del Real FSF |
| Cataluña             | 2   | AE Centelles y FS Gironella                                                              |
| Navarra              | 1   | Lacturale CD Orvina                                                                      |
| Comunidad Valenciana | 1   | Universidad de Alicante FSF                                                              |
| La Rioja             | 1   | Diamante Logroño                                                                         |
| Castilla y León      | 1   | Valladolid FS                                                                            |
| Región de Murcia     | 1   | Roldan FSF                                                                               |

### Cambios de entrenadores
| Equipo       | Entrenador (jornadas)    |
| ------------ | ------------------------ |
| FSF Móstoles | Andrés Sanz (1-10) (10-) |

### Clasificación
Actualizado a últimos partidos disputados el 10 de agosto de 2013.
|  |     | Equipos de fútbol Sala           | Pts | PJ | G  | E | P  | GF  | GC  | Dif  |
|  | --- | -------------------------------- | --- | -- | -- | - | -- | --- | --- | ---- |
|  | 1.  | Burela FS Pescados Rubén         | 70  | 28 | 22 | 4 | 2  | 115 | 40  | +75  |
|  | 2.  | Atlético Madrid Navalcarnero (C) | 69  | 28 | 22 | 3 | 3  | 114 | 53  | +61  |
|  | 3.  | FS Ciudad de Alcorcón (A)        | 55  | 28 | 17 | 4 | 7  | 103 | 77  | +26  |
|  | 4.  | Universidad de Alicante          | 53  | 28 | 17 | 2 | 9  | 115 | 83  | +32  |
|  | 5.  | Valladolid FSF                   | 52  | 28 | 16 | 4 | 8  | 92  | 77  | +15  |
|  | 6.  | Lacturale Gurpea Navarra         | 47  | 28 | 13 | 8 | 7  | 106 | 89  | +17  |
|  | 7.  | FS Gironella                     | 40  | 28 | 12 | 4 | 12 | 70  | 71  | -1   |
|  | 8.  | V.P. Soto del Real FSF           | 37  | 28 | 11 | 4 | 13 | 75  | 84  | -9   |
|  | 9.  | Diamante Logroño                 | 35  | 28 | 11 | 2 | 15 | 73  | 79  | -6   |
|  | 10. | Ponte Ourense SAD                | 34  | 28 | 9  | 7 | 12 | 90  | 96  | -6   |
|  | 11. | FSF Móstoles Mobiliar            | 33  | 28 | 8  | 9 | 11 | 94  | 95  | -1   |
|  | 12. | Roldán FS (A)                    | 28  | 28 | 7  | 7 | 14 | 68  | 78  | -10  |
|  | 13. | Cidade de As Burgas              | 21  | 28 | 5  | 6 | 17 | 51  | 70  | -19  |
|  | 14. | Viaxes Amarelle FSF (A)          | 17  | 28 | 5  | 2 | 21 | 60  | 124 | -64  |
|  | 15. | CFS Femeni Centelles (A)         | 4   | 28 | 0  | 4 | 25 | 53  | 163 | -110 |

Pts = Puntos; PJ = Partidos Jugados; G = Partidos Ganados; E = Partidos Empatados; P = Partidos Perdidos; GF = Goles Anotados; GC = Goles Recibidos; Dif = Diferencia de gol

|  | Campeón de Liga y clasificado para la Copa de España 2013 |
|  | Clasificado para la Copa de España 2013                   |
|  | Descendido a División de Plata                            |
|  | (C) Campeón Liga 2011/12                                  |
|  | (A) Ascendidos 2011/12                                    |

| Bandera de Galicia                             |
| Campeón CD Burela FS Pescados Rubén 1.º título |

## Resultados
Los horarios corresponden a la CET (Hora Central Europea) UTC+1 en horario estándar y UTC+2 en horario de verano.
| Diamante Logroño             | 4 - 1 | AE Centelles             | 15 de septiembre | 16:00 | Pal. Deportes  | 150 |
| Cidade de As Burgas          | 0 - 2 | Valladolid FSF           | 15 de septiembre | 17:00 | Los Remedios   | 250 |
| FS Gironella                 | 3 - 1 | Ponte Ourense            | 15 de septiembre | 18:00 | Mun. Gironella | 300 |
| Atlético Madrid Navalcarnero | 7 - 0 | Viaxes Amarelle          | 15 de septiembre | 18:00 | La Estación    | 300 |
| Lacturale CD Orvina          | 3 - 3 | Burela FS Pescados Rubén | 15 de septiembre | 19:30 | Ezkaba         | 500 |
| Roldán FSF                   | 1 - 2 | FSF Móstoles             | 15 de septiembre | 19:30 | Gabriel Pérez  | 450 |
| Ciudad de Alcorcón           | 0 - 0 | Universidad de Alicante  | 16 de septiembre | 13:00 | Santo Domingo  | 150 |
| Descansa; Soto del Real      |       |                          |                  |       |                |     |

| Ponte Ourense             | 2 - 3 | Diamante Logroño             | 22 de septiembre | 17:00 | Los Remedios   | 600 |
| AE Centelles              | 1 - 4 | Cidade de As Burgas          | 22 de septiembre | 17:30 | Mun. Centelles | 400 |
| Soto del Real             | 2 - 4 | Lacturale CD Orvina          | 22 de septiembre | 18:00 | Mun. Soto Real | 400 |
| Burela FS Pescados Rubén  | 4 - 0 | FS Gironella                 | 22 de septiembre | 18:30 | Vista Alegre   | 300 |
| Universidad de Alicante   | 4 - 1 | Roldán FSF                   | 22 de septiembre | 19:00 | Univ. Alicante | 600 |
| Valladolid FS             | 2 - 4 | Ciudad de Alcorcón           | 22 de septiembre | 20:00 | Lalo García    | 150 |
| FSF Móstoles              | 2 - 3 | Atlético Madrid Navalcarnero | 27 de septiembre | 20:30 | Villafontana   | 300 |
| Descansa; Viaxes Amarelle |       |                              |                  |       |                |     |

| Ponte Ourense                | 0 - 6 | Burela FS Pescados Rubén | 29 de septiembre | 17:00 | Los Remedios   | 500 |
| FS Gironella                 | 3 - 2 | Soto del Real            | 29 de septiembre | 17:30 | Mun. Gironella | 150 |
| Diamante Logroño             | 3 - 1 | Cidade de As Burgas      | 29 de septiembre | 18:00 | Pal. Deportes  | 150 |
| Lacturale CD Orvina          | 9 - 1 | Viaxes Amarelle          | 29 de septiembre | 19:30 | Ezkaba         | 450 |
| Roldán FSF                   | 2 - 5 | Valladolid FS            | 29 de septiembre | 19:30 | Gabriel Pérez  | 450 |
| Atlético Madrid Navalcarnero | 5 - 3 | Universidad de Alicante  | 30 de septiembre | 12:30 | La Estación    | 300 |
| Ciudad de Alcorcón           | 6 - 2 | AE Centelles             | 30 de septiembre | 13:00 | Santo Domingo  | 150 |
| Descansa; FSF Móstoles       |       |                          |                  |       |                |     |

| Viaxes Amarelle                   | 0 - 6 | FS Gironella                 | 6 de octubre | 16:30 | Novo Mesoiro   | 250 |
| Cidade de As Burgas               | 2 - 4 | Ciudad de Alcorcón           | 6 de octubre | 17:00 | Los Remedios   | 250 |
| AE Centelles                      | 3 - 8 | Roldán FSF                   | 6 de octubre | 17:30 | Mun. Centelles | 400 |
| Soto del Real                     | 4 - 2 | Ponte Ourense                | 6 de octubre | 18:00 | Mun. Soto Real | 300 |
| Burela FS Pescados Rubén          | 1 - 0 | Diamante Logroño             | 6 de octubre | 18:30 | Vista Alegre   | 500 |
| FSF Móstoles                      | 3 - 5 | Lacturale CD Orvina          | 6 de octubre | 18:30 | Villafontana   | 200 |
| Valladolid FS                     | 3 - 3 | Atlético Madrid Navalcarnero | 6 de octubre | 20:00 | Lalo García    | 250 |
| Descansa; Universidad de Alicante |       |                              |              |       |                |     |

| Diamante Logroño             | 0 - 3 | Ciudad de Alcorcón      | 13 de octubre | 16:00 | Pal. Deportes  | 200 |
| Ponte Ourense                | 6 - 2 | Viaxes Amarelle         | 13 de octubre | 17:00 | Los Remedios   | 500 |
| FS Gironella                 | 4 - 1 | FSF Móstoles            | 13 de octubre | 17:30 | Mun. Gironella | 300 |
| Atlético Madrid Navalcarnero | 8 - 1 | AE Centelles            | 13 de octubre | 18:00 | La Estación    | 300 |
| Burela FS Pescados Rubén     | 2 - 1 | Soto del Real           | 13 de octubre | 18:30 | Vista Alegre   | 400 |
| Lacturale CD Orvina          | 4 - 4 | Universidad de Alicante | 13 de octubre | 19:30 | Ezkaba         | 550 |
| Roldán FSF                   | 1 - 1 | Cidade de As Burgas     | 13 de octubre | 19:30 | Gabriel Pérez  | 350 |
| Descansa; Valladolid FS      |       |                         |               |       |                |     |

| Cidade de As Burgas     | 2 - 3 | Atlético Madrid Navalcarnero | 20 de octubre | 17:00 | Los Remedios    | 250 |
| Viaxes Amarelle         | 1 - 5 | Burela FS Pescados Rubén     | 20 de octubre | 18:00 | Sagrada Familia | 250 |
| FSF Móstoles            | 2 - 2 | Ponte Ourense                | 20 de octubre | 18:00 | Villafontana    | 200 |
| Universidad de Alicante | 2 - 3 | FS Gironella                 | 20 de octubre | 19:00 | Univ. Alicante  | 500 |
| Valladolid FS           | 4 - 1 | Lacturale CD Orvina          | 20 de octubre | 20:00 | Lalo García     | 250 |
| Ciudad de Alcorcón      | 2 - 2 | Roldán FSF                   | 21 de octubre | 13:00 | Santo Domingo   | 150 |
| Soto del Real           | 3 - 1 | Diamante Logroño             | 21 de octubre | 13:30 | Mun. Soto Real  | 200 |
| Descansa; AE Centelles  |       |                              |               |       |                 |     |

| Ponte Ourense                 | 2 - 5  | Universidad de Alicante | 27 de octubre | 17:00 | Los Remedios   | 600 |
| FS Gironella                  | 2 - 3  | Valladolid FS           | 27 de octubre | 17:30 | Mun. Gironella | 300 |
| Soto del Real                 | 6 - 2  | Viaxes Amarelle         | 27 de octubre | 18:00 | Mun. Soto Real | 300 |
| Burela FS Pescados Rubén      | 10 - 3 | FSF Móstoles            | 27 de octubre | 18:30 | Vista Alegre   | 350 |
| Atlético Madrid Navalcarnero  | 5 - 1  | Ciudad de Alcorcón      | 27 de octubre | 18:30 | La Estación    | 600 |
| Lacturale CD Orvina           | 6 - 0  | AE Centelles            | 27 de octubre | 19:30 | Ezkaba         | 350 |
| Diamante Logroño              | 0 - 3  | Roldán FSF              | 28 de octubre | 13:00 | Pal. Deportes  | 200 |
| Descansa; Cidade de As Burgas |        |                         |               |       |                |     |

| Cidade de As Burgas          | 3 - 2 | Lacturale Gurpea Navarra     | 3 de noviembre | 17:00 | Los Remedios    | 400 |
| AE Centelles                 | 2 - 2 | FS Gironella                 | 3 de noviembre | 17:30 | Mun. Centelles  | 400 |
| Viaxes Amarelle              | 5 - 1 | Diamante Logroño             | 3 de noviembre | 18:00 | Sagrada Familia | 100 |
| FSF Móstoles                 | 7 - 3 | Soto del Real                | 3 de noviembre | 18:30 | Villafontana    | 300 |
| Universidad de Alicante      | 1 - 2 | Burela FS Pescados Rubén     | 3 de noviembre | 19:00 | Univ. Alicante  | 500 |
| Roldán FSF                   | 1 - 4 | Atlético Madrid Navalcarnero | 3 de noviembre | 19:30 | Gabriel Pérez   | 550 |
| Valladolid FS                | 4 - 2 | Ponte Ourense                | 3 de noviembre | 20:00 | Lalo García     | 300 |
| Descansa; Ciudad de Alcorcón |       |                              |                |       |                 |     |

| Ponte Ourense            | 9 - 5 | AE Centelles                 | 10 de noviembre | 16:00 | Los Remedios    | 400 |
| Diamante Logroño         | 5 - 6 | Atlético Madrid Navalcarnero | 10 de noviembre | 16:00 | Pal. Deportes   | 200 |
| Viaxes Amarelle          | 1 - 6 | FSF Móstoles                 | 10 de noviembre | 16:00 | Sagrada Familia | 150 |
| FS Gironella             | 2 - 1 | Cidade de As Burgas          | 10 de noviembre | 17:30 | Mun. Gironella  | 350 |
| Soto del Real            | 3 - 6 | Universidad de Alicante      | 10 de noviembre | 18:00 | Mun. Soto Real  | 300 |
| Burela FS Pescados Rubén | 3 - 3 | Valladolid FS                | 10 de noviembre | 18:30 | Vista Alegre    | 700 |
| Lacturale Gurpea Navarra | 6 - 3 | Ciudad de Alcorcón           | 10 de noviembre | 19:30 | Ezkaba          | 400 |
| Descansa; Roldán FSF     |       |                              |                 |       |                 |     |

| Cidade de As Burgas                    | 2 - 5 | Ponte Ourense            | 17 de noviembre | 16:00 | Los Remedios   | 1000 |
| AE Centelles                           | 0 - 2 | Burela FS Pescados Rubén | 17 de noviembre | 17:30 | Mun. Centelles | 400  |
| FSF Móstoles Mobiliar                  | 4 - 2 | Diamante Logroño         | 17 de noviembre | 18:30 | Villafontana   | 300  |
| Universidad de Alicante                | 6 - 1 | Viaxes Amarelle          | 17 de noviembre | 19:00 | Univ. Alicante | 450  |
| Roldán FSF                             | 3 - 1 | Lacturale Gurpea Navarra | 17 de noviembre | 19:30 | Gabriel Pérez  | 300  |
| Valladolid FS                          | 2 - 2 | Soto del Real            | 17 de noviembre | 20:00 | Lalo García    | 300  |
| Ciudad de Alcorcón                     | 4 - 3 | FS Gironella             | 18 de noviembre | 13:00 | Santo Domingo  | 150  |
| Descansa; Atlético Madrid Navalcarnero |       |                          |                 |       |                |      |

| Lacturale Gurpea Navarra   | 3 - 3 | Atlético Madrid Navalcarnero | 24 de noviembre | 17:30 | Ezkaba          | 450 |
| FS Gironella               | 4 - 1 | Roldán FSF                   | 24 de noviembre | 17:30 | Mun. Gironella  | 400 |
| Soto del Real              | 4 - 0 | AE Centelles                 | 24 de noviembre | 18:00 | Mun. Soto Real  | 300 |
| FSF Móstoles Mobiliar      | 3 - 7 | Universidad de Alicante      | 24 de noviembre | 18:30 | Villafontana    | 300 |
| Viaxes Amarelle            | 1 - 2 | Valladolid FS                | 24 de noviembre | 19:30 | Sagrada Familia | 150 |
| Ponte Ourense              | 3 - 5 | Ciudad de Alcorcón           | 24 de noviembre | 20:30 | Los Remedios    | 400 |
| Burela FS Pescados Rubén   | 5 - 2 | Cidade de As Burgas          | 25 de noviembre | 12:30 | Vista Alegre    | 200 |
| Descansa; Diamante Logroño |       |                              |                 |       |                 |     |

| Cidade de As Burgas                | 0 - 3 | Soto del Real            | 15 de diciembre | 17:00 | Los Remedios   | 250 |
| AE Centelles                       | 5 - 7 | Viaxes Amarelle          | 15 de diciembre | 17:30 | Mun. Centelles | 250 |
| Atlético Madrid Navalcarnero       | 4 - 2 | FS Gironella             | 15 de diciembre | 18:30 | La Estación    | 300 |
| Universidad de Alicante            | 4 - 1 | Diamante Logroño         | 15 de diciembre | 19:00 | Univ. Alicante | 450 |
| Roldán FSF                         | 3 - 3 | Ponte Ourense            | 15 de diciembre | 19:30 | Gabriel Pérez  | 300 |
| Valladolid FS                      | 2 - 1 | FSF Móstoles Mobiliar    | 15 de diciembre | 20:00 | Lalo García    | 200 |
| Ciudad de Alcorcón                 | 3 - 1 | Burela FS Pescados Rubén | 16 de diciembre | 13:00 | Santo Domingo  | 250 |
| Descansa; Lacturale Gurpea Navarra |       |                          |                 |       |                |     |

| Ponte Ourense            | 0 - 6  | Atlético Madrid Navalcarnero | 22 de diciembre | 17:00 | Los Remedios           | 600 |
| Soto del Real            | 3 - 3  | Ciudad de Alcorcón           | 22 de diciembre | 18:00 | Mun. Soto Real         | 300 |
| FSF Móstoles Mobiliar    | 10 - 1 | AE Centelles                 | 22 de diciembre | 18:30 | Villafontana           | 200 |
| Diamante Logroño         | 7 - 2  | Lacturale Gurpea Navarra     | 22 de diciembre | 18:30 | Bretón de los Herreros | 250 |
| Universidad de Alicante  | 2 - 1  | Valladolid FS                | 22 de diciembre | 19:00 | Univ. Alicante         | 350 |
| Burela FS Pescados Rubén | 3 - 0  | Roldán FSF                   | 23 de diciembre | 12:30 | Vista Alegre           | 300 |
| Viaxes Amarelle          | 2 - 3  | Cidade de As Burgas          | 23 de diciembre | 13:00 | Sagrada Familia        | 150 |
| Descansa; FS Gironella   |        |                              |                 |       |                        |     |

| Diamante Logroño             | 2 - 4  | Valladolid FS            | 5 de enero  | 11:30 | Pal. Deportes  | 250 |
| AE Centelles                 | 2 - 10 | Universidad de Alicante  | 5 de enero  | 12:00 | Mun. Centelles | 200 |
| Cidade de As Burgas          | 2 - 2  | FSF Móstoles Mobiliar    | 5 de enero  | 12:00 | Los Remedios   | 300 |
| Roldán FSF                   | 1 - 2  | Soto del Real            | 5 de enero  | 17:00 | Gabriel Pérez  | 150 |
| Lacturale Gurpea Navarra     | 4 - 3  | FS Gironella             | 12 de enero | 17:00 | Ezkaba         | 350 |
| Ciudad de Alcorcón           | 4 - 1  | Viaxes Amarelle          | 13 de enero | 13:00 | Santo Domingo  | 100 |
| Atlético Madrid Navalcarnero | 5 - 3  | Burela FS Pescados Rubén | 17 de enero | 20:30 | La Estación    | 200 |
| Descansa; Ponte Ourense      |        |                          |             |       |                |     |

| Valladolid FS                      | 6 - 1 | AE Centelles                 | 19 de enero | 12:00 | Lalo García     | 150 |
| Universidad de Alicante            | 4 - 3 | Cidade de As Burgas          | 19 de enero | 12:00 | Univ. Alicante  | 350 |
| FS Gironella                       | 3 - 2 | Diamante Logroño             | 19 de enero | 17:30 | Mun. Gironella  | 150 |
| Soto del Real                      | 6 - 1 | Atlético Madrid Navalcarnero | 19 de enero | 18:00 | Mun. Soto Real  | 300 |
| Viaxes Amarelle                    | 1 - 3 | Roldán FSF                   | 19 de enero | 18:30 | Sagrada Familia | 120 |
| FSF Móstoles Mobiliar              | 2 - 2 | Ciudad de Alcorcón           | 19 de enero | 18:30 | Villafontana    | 500 |
| Ponte Ourense                      | 4 - 4 | Lacturale Gurpea Navarra     | 20 de enero | 12:00 | Los Remedios    | 350 |
| Descansa; Burela FS Pescados Rubén |       |                              |             |       |                 |     |

| Ponte Ourense            | 5 - 0 | FS Gironella                 | 26 de enero | 16:00 | Los Remedios    | 400 |
| AE Centelles             | 2 - 2 | Diamante Logroño             | 26 de enero | 17:00 | Mun. Centelles  | 400 |
| Viaxes Amarelle          | 2 - 1 | Atlético Madrid Navalcarnero | 26 de enero | 18:00 | Sagrada Familia | 200 |
| Burela FS Pescados Rubén | 4 - 1 | Lacturale Gurpea Navarra     | 26 de enero | 18:30 | Vista Alegre    | 300 |
| FSF Móstoles Mobiliar    | 3 - 3 | Roldán FSF                   | 26 de enero | 18:30 | Villafontana    | 150 |
| Universidad de Alicante  | 7 - 8 | Ciudad de Alcorcón           | 26 de enero | 19:00 | Univ. Alicante  | 350 |
| Valladolid FS            | 2 - 1 | Cidade de As Burgas          | 26 de enero | 20:00 | Lalo García     | 250 |
| Descansa; Soto del Real  |       |                              |             |       |                 |     |

| Diamante Logroño             | 3 - 4 | Ponte Ourense            | 2 de febrero | 16:00 | Bretón de los Herreros | 150 |
| Cidade de As Burgas          | 3 - 3 | AE Centelles             | 2 de febrero | 17:00 | Los Remedios           | 400 |
| FS Gironella                 | 0 - 1 | Burela FS Pescados Rubén | 2 de febrero | 17:30 | Mun. Gironella         | 200 |
| Atlético Madrid Navalcarnero | 2 - 2 | FSF Móstoles Mobiliar    | 2 de febrero | 18:30 | La Estación            | 300 |
| Lacturale Gurpea Navarra     | 3 - 2 | Soto del Real            | 2 de febrero | 19:30 | Ezkaba                 | 450 |
| Roldán FSF                   | 5 - 7 | Universidad de Alicante  | 2 de febrero | 19:30 | Gabriel Pérez          | 150 |
| Ciudad de Alcorcón           | 6 - 2 | Valladolid FS            | 3 de febrero | 13:00 | Santo Domingo          | 200 |
| Descansa; Viaxes Amarelle    |       |                          |              |       |                        |     |

| AE Centelles                    | 2 - 6 | Ciudad de Alcorcón           | 9 de febrero  | 17:00 | Mun. Centelles  | 200 |
| Cidade de As Burgas             | 3 - 0 | Diamante Logroño             | 9 de febrero  | 17:00 | Los Remedios    | 400 |
| Soto del Real                   | 3 - 1 | FS Gironella                 | 9 de febrero  | 18:00 | Mun. Soto Real  | 200 |
| Viaxes Amarelle                 | 0 - 2 | Lacturale Gurpea Navarra     | 9 de febrero  | 18:00 | Sagrada Familia | 200 |
| Burela FS Pescados Rubén        | 4 - 2 | Ponte Ourense                | 9 de febrero  | 18:30 | Vista Alegre    | 400 |
| Universidad de Alicante         | 1 - 5 | Atlético Madrid Navalcarnero | 9 de febrero  | 19:00 | Univ. Alicante  | 450 |
| Valladolid FS                   | 2 - 2 | Roldán FSF                   | 10 de febrero | 13:00 | Lalo García     | 250 |
| Descansa; FSF Móstoles Mobiliar |       |                              |               |       |                 |     |

| Ponte Ourense                     | 4 - 4 | Soto del Real            | 16 de febrero | 17:00 | Los Remedios   | 100 |
| FS Gironella                      | 7 - 2 | Viaxes Amarelle          | 16 de febrero | 17:30 | Mun. Gironella | 300 |
| Atlético Madrid Navalcarnero      | 2 - 1 | Valladolid FS            | 16 de febrero | 18:30 | La Estación    | 300 |
| Roldán FSF                        | 5 - 2 | AE Centelles             | 16 de febrero | 19:00 | Gabriel Pérez  | 150 |
| Lacturale Gurpea Navarra          | 7 - 6 | FSF Móstoles Mobiliar    | 16 de febrero | 19:30 | Ezkaba         | 400 |
| Diamante Logroño                  | 2 - 2 | Burela FS Pescados Rubén | 17 de febrero | 13:00 | Pal. Deportes  | 200 |
| Ciudad de Alcorcón                | 5 - 2 | Cidade de As Burgas      | 17 de febrero | 13:00 | Santo Domingo  | 150 |
| Descansa; Universidad de Alicante |       |                          |               |       |                |     |

| Viaxes Amarelle         | 3 - 3 | Ponte Ourense                | 23 de febrero | 17:00 | Sagrada Familia | 300 |
| Cidade de As Burgas     | 3 - 5 | Roldán FSF                   | 23 de febrero | 17:00 | Los Remedios    | 350 |
| AE Centelles            | 2 - 8 | Atlético Madrid Navalcarnero | 23 de febrero | 17:30 | Mun. Centelles  | 300 |
| Soto del Real           | 1 - 4 | Burela FS Pescados Rubén     | 23 de febrero | 18:00 | Mun. Soto Real  | 400 |
| FSF Móstoles Mobiliar   | 1 - 3 | FS Gironella                 | 23 de febrero | 18:30 | Villafontana    | 400 |
| Universidad de Alicante | 2 - 6 | Lacturale Gurpea Navarra     | 23 de febrero | 19:00 | Univ. Alicante  | 300 |
| Ciudad de Alcorcón      | 3 - 5 | Diamante Logroño             | 24 de febrero | 13:00 | Santo Domingo   | 150 |
| Descansa; Valladolid FS |       |                              |               |       |                 |     |

| Ponte Ourense                | 4 - 4 | FSF Móstoles Mobiliar   | 2 de marzo | 18:00 | Los Remedios   | 300 |
| Lacturale Gurpea Navarra     | 5 - 4 | Valladolid FS           | 2 de marzo | 18:00 | Ezkaba         | 400 |
| FS Gironella                 | 2 - 9 | Universidad de Alicante | 2 de marzo | 18:30 | Mun. Gironella | 150 |
| Atlético Madrid Navalcarnero | 2 - 0 | Cidade de As Burgas     | 2 de marzo | 19:00 | La Estación    | 200 |
| Roldán FSF                   | 1 - 2 | Ciudad de Alcorcón      | 2 de marzo | 19:00 | Gabriel Pérez  | 400 |
| Burela FS Pescados Rubén     | 7 - 1 | Viaxes Amarelle         | 3 de marzo | 12:30 | Vista Alegre   | 400 |
| Diamante Logroño             | 3 - 4 | Soto del Real           | 3 de marzo | 13:00 | Pal. Deportes  | 200 |
| Descansa; AE Centelles       |       |                         |            |       |                |     |

| FSF Móstoles Mobiliar         | 1 - 1 | Burela FS Pescados Rubén     | 15 de marzo | 19:30 | Villafontana    | 300 |
| AE Centelles                  | 4 - 8 | Lacturale Gurpea Navarra     | 16 de marzo | 17:30 | Mun. Centelles  | 300 |
| Viaxes Amarelle               | 2 - 3 | Soto del Real                | 16 de marzo | 18:00 | Sagrada Familia | 150 |
| Universidad de Alicante       | 2 - 0 | Ponte Ourense                | 16 de marzo | 19:00 | Univ. Alicante  | 350 |
| Roldán FSF                    | 0 - 2 | Diamante Logroño             | 16 de marzo | 19:00 | Gabriel Pérez   | 200 |
| Valladolid FS                 | 6 - 3 | FS Gironella                 | 16 de marzo | 20:00 | Lalo García     | 200 |
| Ciudad de Alcorcón            | 2 - 4 | Atlético Madrid Navalcarnero | 17 de marzo | 13:00 | Santo Domingo   | 500 |
| Descansa; Cidade de As Burgas |       |                              |             |       |                 |     |

| Atlético Madrid Navalcarnero | 3 - 2 | Roldán FSF              | 23 de marzo | 16:00 | La Estación    | 300 |
| Diamante Logroño             | 5 - 1 | Viaxes Amarelle         | 23 de marzo | 16:30 | Pal. Deportes  | 150 |
| Ponte Ourense                | 5 - 7 | Valladolid FS           | 23 de marzo | 17:00 | Los Remedios   | 300 |
| FS Gironella                 | 4 - 0 | AE Centelles            | 23 de marzo | 17:30 | Mun. Gironella | 400 |
| Soto del Real                | 1 - 4 | FSF Móstoles Mobiliar   | 23 de marzo | 18:00 | Mun. Soto Real | 300 |
| Burela FS Pescados Rubén     | 8 - 0 | Universidad de Alicante | 23 de marzo | 18:30 | Vista Alegre   |     |
| Lacturale Gurpea Navarra     | 1 - 1 | Cidade de As Burgas     | 23 de marzo | 19:30 | Ezkaba         | 400 |
| Descansa; Ciudad de Alcorcón |       |                         |             |       |                |     |

| Cidade de As Burgas          | 1 - 1 | FS Gironella             | 6 de abril | 17:00 | Los Remedios   | 350 |
| AE Centelles                 | 1 - 6 | Ponte Ourense            | 6 de abril | 17:30 | Mun. Centelles | 300 |
| FSF Móstoles Mobiliar        | 2 - 2 | Viaxes Amarelle          | 6 de abril | 18:30 | Villafontana   | 150 |
| Atlético Madrid Navalcarnero | 4 - 0 | Diamante Logroño         | 6 de abril | 18:30 | La Estación    | 300 |
| Universidad de Alicante      | 4 - 0 | Soto del Real            | 6 de abril | 19:00 | Univ. Alicante | 350 |
| Valladolid FS                | 3 - 6 | Burela FS Pescados Rubén | 6 de abril | 20:00 | Lalo García    | 150 |
| Ciudad de Alcorcón           | 5 - 1 | Lacturale Gurpea Navarra | 7 de abril | 13:00 | Santo Domingo  | 150 |
| Descansa; Roldán FSF         |       |                          |            |       |                |     |

| Diamante Logroño                       | 6 - 3  | FSF Móstoles Mobiliar   | 13 de abril | 16:00 | Pal. Deportes   | 200 |
| Ponte Ourense                          | 1 - 0  | Cidade de As Burgas     | 13 de abril | 17:00 | Los Remedios    | 900 |
| FS Gironella                           | 3 - 2  | Ciudad de Alcorcón      | 13 de abril | 17:30 | Mun. Gironella  | 300 |
| Viaxes Amarelle                        | 2 - 4  | Universidad de Alicante | 13 de abril | 18:00 | Sagrada Familia | 200 |
| Soto del Real                          | 4 - 5  | Valladolid FS           | 13 de abril | 18:00 | Mun. Soto Real  | 300 |
| Burela FS Pescados Rubén               | 10 - 0 | AE Centelles            | 13 de abril | 18:30 | Vista Alegre    | 300 |
| Lacturale Gurpea Navarra               | 3 - 3  | Roldán FSF              | 13 de abril | 19:30 | Ezkaba          | 150 |
| Descansa; Atlético Madrid Navalcarnero |        |                         |             |       |                 |     |

| Cidade de As Burgas          | 4 - 5 | Burela FS Pescados Rubén | 20 de abril | 17:00 | Los Remedios   | 450 |
| AE Centelles                 | 3 - 6 | Soto del Real            | 20 de abril | 17:30 | Mun. Centelles | 300 |
| Universidad de Alicante      | 3 - 4 | FSF Móstoles Mobiliar    | 20 de abril | 19:00 | Univ. Alicante | 300 |
| Roldán FSF                   | 1 - 1 | FS Gironella             | 20 de abril | 19:30 | Gabriel Pérez  | 150 |
| Valladolid FS                | 5 - 4 | Viaxes Amarelle          | 21 de abril | 12:00 | Lalo García    | 150 |
| Ciudad de Alcorcón           | 2 - 3 | Ponte Ourense            | 21 de abril | 13:00 | Santo Domingo  | 100 |
| Atlético Madrid Navalcarnero | 4 - 1 | Lacturale Gurpea Navarra | 21 de abril | 13:30 | La Estación    | 300 |
| Descansa; Diamante Logroño   |       |                          |             |       |                |     |

| Ponte Ourense                      | 4 - 2 | Roldán FSF                   | 27 de abril | 17:00 | Los Remedios    | 300 |
| FS Gironella                       | 1 - 3 | Atlético Madrid Navalcarnero | 27 de abril | 17:30 | Mun. Gironella  | 150 |
| Viaxes Amarelle                    | 4 - 1 | AE Centelles                 | 27 de abril | 18:00 | Sagrada Familia | 150 |
| Soto del Real                      | 0 - 0 | Cidade de As Burgas          | 27 de abril | 18:00 | Mun. Soto Real  | 300 |
| FSF Móstoles Mobiliar              | 2 - 4 | Valladolid FS                | 27 de abril | 18:30 | Villafontana    | 200 |
| Burela FS Pescados Rubén           | 5 - 1 | Ciudad de Alcorcón           | 27 de abril | 18:30 | Vista Alegre    | 600 |
| Diamante Logroño                   | 6 - 4 | Universidad de Alicante      | 28 de abril | 12:00 | Pal. Deportes   | 150 |
| Descansa; Lacturale Gurpea Navarra |       |                              |             |       |                 |     |

| Atlético Madrid Navalcarnero | 4 - 2 | Ponte Ourense            | 4 de mayo | 16:00 | La Estación    | 300 |
| AE Centelles                 | 6 - 6 | FSF Móstoles Mobiliar    | 4 de mayo | 17:30 | Mun. Centelles | 300 |
| Lacturale Gurpea Navarra     | 5 - 2 | Diamante Logroño         | 4 de mayo | 19:30 | Ezkaba         | 300 |
| Valladolid FS                | 4 - 7 | Universidad de Alicante  | 4 de mayo | 20:00 | Lalo García    | 200 |
| Cidade de As Burgas          | 4 - 1 | Viaxes Amarelle          | 5 de mayo | 12:00 | Los Remedios   | 600 |
| Roldán FSF                   | 1 - 3 | Burela FS Pescados Rubén | 5 de mayo | 12:00 | Gabriel Pérez  | 200 |
| Ciudad de Alcorcón           | 5 - 2 | Soto del Real            | 5 de mayo | 13:00 | Santo Domingo  | 150 |
| Descansa; FS Gironella       |       |                          |           |       |                |     |

| Valladolid FS               | 1 - 3 | Diamante Logroño             | 11 de mayo | 18:00 | Lalo García     | 150   |
| Universidad de Alicante     | 6 - 2 | AE Centelles                 | 11 de mayo | 18:00 | Univ. Alicante  | 250   |
| FSF Móstoles Mobiliar       | 4 - 3 | Cidade de As Burgas          | 11 de mayo | 18:00 | Villafontana    | 50    |
| Viaxes Amarelle             | 4 - 7 | Ciudad de Alcorcón           | 11 de mayo | 18:00 | Sagrada Familia | 100   |
| Soto del Real               | 1 - 4 | Roldán FSF                   | 11 de mayo | 18:00 | Mun. Soto Real  | 300   |
| FS Gironella                | 3 - 3 | Lacturale Gurpea Navarra     | 11 de mayo | 18:00 | Mun. Gironella  | 500   |
| Burela FS Pescados Rubén(C) | 5 - 1 | Atlético Madrid Navalcarnero | 11 de mayo | 20:00 | Vista Alegre    | 1.300 |
| Descansa; Ponte Ourense     |       |                              |            |       |                 |       |

| AE Centelles                       | 1 - 3 | Valladolid FS           | 18 de mayo | 18:00 | Mun. Centelles | 300 |
| Cidade de As Burgas                | 0 - 1 | Universidad de Alicante | 18 de mayo | 18:00 | Los Remedios   | 800 |
| Lacturale Gurpea Navarra           | 6 - 6 | Ponte Ourense           | 18 de mayo | 18:00 | Ezkaba         | 400 |
| Diamante Logroño                   | 3 - 1 | FS Gironella            | 18 de mayo | 18:00 | Lobete         | 250 |
| Atlético Madrid Navalcarnero       | 8 - 0 | Soto del Real           | 18 de mayo | 18:00 | La Estación    | 400 |
| Roldán FSF                         | 4 - 7 | Viaxes Amarelle         | 18 de mayo | 19:00 | Gabriel Pérez  | 100 |
| Ciudad de Alcorcón                 | 5 - 4 | FSF Móstoles Mobiliar   | 19 de mayo | 13:00 | Santo Domingo  | 200 |
| Descansa; Burela FS Pescados Rubén |       |                         |            |       |                |     |

## Evolución de la clasificación
| Equipo / Jornada | 1  | 2  | 3  | 4  | 5  | 6  | 7  | 8  | 9  | 10 | 11 | 12 | 13 | 14 | 15 | 16 | 17 | 18 | 19 | 20 | 21 | 22 | 23 | 24 | 25 | 26 | 27 | 28 | 29 | 30 |
| Equipo / Jornada |    |    |    |    |    |    |    |    |    |    |    |    |    |    |    |    |    |    |    |    |    |    |    |    |    |    |    |    |    |    |
| ---------------- | -- | -- | -- | -- | -- | -- | -- | -- | -- | -- | -- | -- | -- | -- | -- | -- | -- | -- | -- | -- | -- | -- | -- | -- | -- | -- | -- | -- | -- | -- |
| Burela FS        | 6  | 3  | 4  | 2  | 2  | 2  | 1  | 2  | 2  | 1  | 1  | 2  | 2  | 2  | 2  | 1  | 1  | 1  | 2  | 2  | 2  | 2  | 2  | 2  | 1  | 1  | 1  | 1  | 1  | 1  |
| Atl. Madrid      | 1  | 1  | 1  | 3  | 1  | 1  | 2  | 1  | 1  | 2  | 2  | 1  | 1  | 1  | 1  | 2  | 2  | 2  | 1  | 1  | 1  | 1  | 1  | 1  | 2  | 2  | 2  | 2  | 2  | 2  |
| Alcorcón         | 9  | 6  | 5  | 4  | 3  | 4  | 5  | 6  | 6  | 6  | 5  | 4  | 4  | 3  | 5  | 4  | 3  | 3  | 3  | 3  | 3  | 3  | 3  | 3  | 3  | 3  | 4  | 3  | 3  | 3  |
| U. Alicante      | 8  | 4  | 8  | 8  | 8  | 9  | 9  | 9  | 7  | 7  | 7  | 6  | 5  | 5  | 4  | 5  | 5  | 5  | 5  | 6  | 5  | 5  | 6  | 5  | 4  | 5  | 5  | 5  | 4  | 4  |
| Valladolid       | 4  | 9  | 6  | 7  | 7  | 6  | 6  | 3  | 5  | 4  | 4  | 3  | 3  | 4  | 3  | 3  | 4  | 4  | 4  | 5  | 6  | 6  | 5  | 6  | 5  | 4  | 3  | 4  | 5  | 5  |
| CD Orvina        | 7  | 5  | 3  | 1  | 5  | 5  | 4  | 5  | 4  | 5  | 6  | 7  | 7  | 7  | 8  | 8  | 6  | 6  | 6  | 4  | 4  | 4  | 4  | 4  | 6  | 6  | 6  | 6  | 6  | 6  |
| FS Gironella     | 3  | 10 | 7  | 5  | 4  | 3  | 3  | 4  | 3  | 3  | 3  | 5  | 6  | 6  | 6  | 6  | 7  | 8  | 7  | 7  | 7  | 8  | 7  | 7  | 7  | 7  | 7  | 7  | 7  | 7  |
| Soto             | 10 | 11 | 11 | 9  | 11 | 8  | 7  | 7  | 9  | 10 | 8  | 8  | 8  | 8  | 7  | 7  | 8  | 7  | 8  | 8  | 8  | 7  | 8  | 8  | 8  | 8  | 8  | 8  | 8  | 8  |
| D. Logroño       | 2  | 2  | 2  | 6  | 6  | 7  | 8  | 8  | 10 | 12 | 12 | 12 | 11 | 11 | 11 | 12 | 12 | 13 | 13 | 12 | 12 | 12 | 11 | 12 | 10 | 11 | 10 | 11 | 11 | 9  |
| P. Ourense       | 12 | 12 | 13 | 13 | 13 | 13 | 12 | 13 | 13 | 11 | 11 | 11 | 12 | 13 | 12 | 11 | 10 | 10 | 11 | 11 | 11 | 11 | 12 | 10 | 9  | 9  | 9  | 9  | 10 | 10 |
| Móstoles         | 5  | 8  | 9  | 11 | 12 | 12 | 13 | 12 | 8  | 8  | 9  | 9  | 9  | 9  | 9  | 9  | 9  | 9  | 9  | 10 | 10 | 10 | 9  | 9  | 11 | 10 | 11 | 10 | 9  | 11 |
| Roldán FSF       | 11 | 13 | 12 | 10 | 9  | 10 | 10 | 10 | 11 | 9  | 10 | 10 | 10 | 10 | 10 | 10 | 11 | 11 | 10 | 9  | 9  | 9  | 10 | 11 | 12 | 12 | 12 | 12 | 12 | 12 |
| Cidade           | 13 | 7  | 10 | 12 | 10 | 11 | 11 | 11 | 12 | 13 | 13 | 13 | 13 | 12 | 13 | 13 | 13 | 12 | 12 | 13 | 13 | 13 | 13 | 13 | 13 | 13 | 13 | 13 | 13 | 13 |
| V. Amarelle      | 15 | 15 | 15 | 15 | 15 | 15 | 15 | 14 | 14 | 14 | 14 | 14 | 14 | 14 | 14 | 14 | 14 | 14 | 14 | 14 | 14 | 14 | 14 | 14 | 14 | 14 | 14 | 14 | 14 | 14 |
| Centelles        | 14 | 14 | 14 | 14 | 14 | 14 | 14 | 15 | 15 | 15 | 15 | 15 | 15 | 15 | 15 | 15 | 15 | 15 | 15 | 15 | 15 | 15 | 15 | 15 | 15 | 15 | 15 | 15 | 15 | 15 |

## Estadísticas

### Goleadoras
| Puesto                                                  | Jugadora        | Equipo                       | Goles |
| ------------------------------------------------------- | --------------- | ---------------------------- | ----- |
| 1                                                       | Sara Navalón    | CD Universidad de Alicante   | 36    |
| 2                                                       | Natalia Flores  | Atlético Madrid Navalcarnero | 29    |
| 3                                                       | Peque           | Burela FS                    | 28    |
| 4                                                       | Dany Domingos   | Burela FS Pescados Rubén     | 27    |
| 5                                                       | Sandra Vadillos | FS Ciudad de Alcorcón        | 26    |
| 6                                                       | Sofía Vieira    | CD Universidad de Alicante   | 24    |
| 7                                                       | Corín Pascual   | FS Gironella                 | 23    |
| 7                                                       | Vane Sotelo     | Ponte Ourense                | 23    |
| 9                                                       | Rebeca Hermida  | Viaxes Amarelle              | 22    |
| 10                                                      | Fátima Cervera  | Valladolid FSF               | 20    |
| Última actualización: 19 de mayo de 2013. Fuente: ACFSF |                 |                              |       |

### Amonestaciones por equipo
| 1                                                   | Rioja FSF                      | 20 | 1 |
| 2                                                   | Cidade As Burgas FS            | 23 | 0 |
| 3                                                   | Gironella FSF                  | 26 | 0 |
| 4                                                   | CD Universidad de Alicante     | 32 | 0 |
| 5                                                   | FSF Móstoles                   | 33 | 0 |
| 6                                                   | Burela FS                      | 31 | 1 |
| 7                                                   | Centelles                      | 34 | 0 |
| 7                                                   | Roldán FSF                     | 34 | 0 |
| 9                                                   | CD Lacturale Orvina            | 38 | 0 |
| 10                                                  | Valladolid FSF                 | 38 | 2 |
| 11                                                  | Soto del Real                  | 42 | 1 |
| 12                                                  | CD Futsi Atlético Navalcarnero | 38 | 3 |
| 13                                                  | Viaxes Amarelle                | 43 | 2 |
| 14                                                  | Ourense CF SAD                 | 45 | 2 |
| 15                                                  | AD Alcorcón FSF                | 54 | 0 |
| Última actualización: 19 de mayo 2013 Fuente: ACFSF |                                |    |   |

### Rachas
- Mayor racha ganadora: CD Futsi Atlético Navalcarnero; 10 jornadas (jornada 18 a 28, incluye jornada de descanso)
- Mayor racha invicta: CD Futsi Atlético Navalcarnero; 12 jornadas (jornada 1 a 14, incluye jornada de descanso)
- Mayor racha marcando: 5 equipos; 30 jornadas (jornada 1 a 30)
- Mayor racha empatando: FSF Móstoles Mobiliar; 4 jornadas (jornada 14 a 17)
- Mayor racha imbatida: Burela FS; 3 jornadas (jornada 2 a 4)
- Mayor racha perdiendo: Centelles; 9 jornadas (jornada 18 a 27, incluye jornada de descanso)
- Mayor racha sin ganar: Centelles; 28 jornadas (jornada 1 a 30, incluye jornadas de descanso))
- Mayor racha sin marcar: 3 equipos; 2 jornadas
- Mayor goleada en casa:

Burela FS 10 - 0 Centelles (13 de abril)
- Mayor goleada a domicilio:

Centelles 2 - 10 CD Universidad de Alicante (5 de enero)
- Partido con más goles:

CD Universidad de Alicante 7 - 8 FS Ciudad de Alcorcón (26 de enero)

### Asistencia en los estadios
| Pos                                      | Equipo                         | Pabellón                | Total  | Más alta | Más baja | Media |
| ---------------------------------------- | ------------------------------ | ----------------------- | ------ | -------- | -------- | ----- |
| 1                                        | Ponte Ourense                  | Los Remedios            | 6 250  | 900      | 100      | 446   |
| 2                                        | Burela FS                      | Vista Alegre            | 6 050  | 1 300    | 200      | 465   |
| 3                                        | Cidade As Burgas FS            | Los Remedios            | 6 050  | 1 000    | 250      | 432   |
| 4                                        | CD Lacturale Orvina            | Ezkaba                  | 5 500  | 550      | 150      | 396   |
| 4                                        | CD Universidad de Alicante     | Universidad de Alicante | 5 500  | 600      | 250      | 396   |
| 6                                        | Centelles                      | Mun Centelles           | 4 450  | 400      | 200      | 318   |
| 7                                        | CD Futsi Atlético Navalcarnero | La Estación             | 4 400  | 600      | 200      | 314   |
| 8                                        | Soto del Real                  | Mun. Soto del Real      | 4 200  | 400      | 200      | 300   |
| 9                                        | Gironella FSF                  | Mun. Gironella          | 3 950  | 500      | 150      | 282   |
| 10                                       | Roldán FSF                     | Gabriel Pérez           | 3 900  | 550      | 150      | 279   |
| 11                                       | FSF Móstoles                   | Villafontana            | 3 550  | 500      | 50       | 254   |
| 12                                       | Valladolid FSF                 | Lalo García             | 2 950  | 300      | 150      | 211   |
| 13                                       | Rioja FSF                      | Pal. Deportes           | 2 700  | 250      | 150      | 193   |
| 14                                       | AD Alcorcón FSF                | Santo Domingo           | 2 550  | 500      | 100      | 182   |
| 15                                       | Viaxes Amarelle                | Sagrada Familia         | 2 470  | 300      | 100      | 176   |
| Total                                    | Total                          | Total                   | 64 570 | 1 300    | 50       | 307   |
| Última actualización: 19 de mayo de 2013 |                                |                         |        |          |          |       |

### Otros datos estadísticos
En el cuadro se detalla el resumen de goles, espectadores, amarillas y expulsiones por jornada y totales.
| Datos estadísticos por jornada | Datos estadísticos por jornada | Datos estadísticos por jornada | Datos estadísticos por jornada | Datos estadísticos por jornada |
| --- | ------------------------------ | ------------------------------ | ------------------------------ | ------------------------------ |
| \| Jornada \| Goles · \| Amarillas · \| Expulsiones · \| Espectadores \| \| Jornada 1 \| 27 \| 19 \| 1 \| 2.100 \| \| Jornada 2 \| 36 \| 14 \| 1 \| 2.750 \| \| Jornada 3 \| 48 \| 9 \| 1 \| 2.150 \| \| Jornada 4 \| 44 \| 16 \| 0 \| 2.150 \| \| Jornada 5 \| 38 \| 18 \| 0 \| 2.600 \| \| Jornada 6 \| 33 \| 19 \| 0 \| 1.800 \| \| Jornada 7 \| 48 \| 12 \| 0 \| 2.700 \| \| Jornada 8 \| 39 \| 18 \| 0 \| 2.550 \| \| Jornada 9 \| 59 \| 22 \| 2 \| 2.500 \| \| Jornada 10 \| 37 \| 19 \| 0 \| 2.900 \| \| Jornada 11 \| 43 \| 15 \| 0 \| 2.200 \| \| Jornada 12 \| 39 \| 23 \| 1 \| 2.000 \| \| Jornada 13 \| 43 \| 17 \| 0 \| 2.150 \| \| Jornada 14 \| 45 \| 10 \| 1 \| 1.550 \| \| Jornada 15 \| 42 \| 13 \| 1 \| 1.920 \| \| Jornada 16 \| 41 \| 19 \| 0 \| 2.050 \| \| Jornada 17 \| 43 \| 23 \| 1 \| 1.850 \| \| Jornada 18 \| 33 \| 18 \| 1 \| 2.100 \| \| Jornada 19 \| 51 \| 26 \| 0 \| 1.600 \| \| Jornada 20 \| 49 \| 18 \| 0 \| 2.200 \| \| Jornada 21 \| 48 \| 18 \| 0 \| 2.050 \| \| Jornada 22 \| 38 \| 18 \| 0 \| 2.000 \| \| Jornada 23 \| 42 \| 17 \| 0 \| 1.850 \| \| Jornada 24 \| 36 \| 18 \| 1 \| 1.750 \| \| Jornada 25 \| 46 \| 13 \| 0 \| 2.350 \| \| Jornada 26 \| 46 \| 30 \| 0 \| 1.750 \| \| Jornada 27 \| 37 \| 22 \| 0 \| 1.850 \| \| Jornada 28 \| 52 \| 13 \| 0 \| 2.050 \| \| Jornada 29 \| 47 \| 13 \| 1 \| 2.650 \| \| Jornada 30 \| 49 \| 20 \| 1 \| 2.450 \| \| TOTALES \| 1.279 \| 530 \| 13 \| 64.570 \| \| Media (por jornada) \| 42,6 \| 17,7 \| 0,4 \| 2.152 \| \| ------------------- \| ------- \| ----------- \| ------------- \| ------------ \| · Las amarillas contabilizan el total, en caso de doble amarilla se apuntarán dos amarillas y ninguna expulsión. Actualizado el 19 de mayo de 2013 |                                |                                |                                |                                |
| Jornada | Goles ·                        | Amarillas ·                    | Expulsiones ·                  | Espectadores                   |
| Jornada 1 | 27                             | 19                             | 1                              | 2.100                          |
| Jornada 2 | 36                             | 14                             | 1                              | 2.750                          |
| Jornada 3 | 48                             | 9                              | 1                              | 2.150                          |
| Jornada 4 | 44                             | 16                             | 0                              | 2.150                          |
| Jornada 5 | 38                             | 18                             | 0                              | 2.600                          |
| Jornada 6 | 33                             | 19                             | 0                              | 1.800                          |
| Jornada 7 | 48                             | 12                             | 0                              | 2.700                          |
| Jornada 8 | 39                             | 18                             | 0                              | 2.550                          |
| Jornada 9 | 59                             | 22                             | 2                              | 2.500                          |
| Jornada 10 | 37                             | 19                             | 0                              | 2.900                          |
| Jornada 11 | 43                             | 15                             | 0                              | 2.200                          |
| Jornada 12 | 39                             | 23                             | 1                              | 2.000                          |
| Jornada 13 | 43                             | 17                             | 0                              | 2.150                          |
| Jornada 14 | 45                             | 10                             | 1                              | 1.550                          |
| Jornada 15 | 42                             | 13                             | 1                              | 1.920                          |
| Jornada 16 | 41                             | 19                             | 0                              | 2.050                          |
| Jornada 17 | 43                             | 23                             | 1                              | 1.850                          |
| Jornada 18 | 33                             | 18                             | 1                              | 2.100                          |
| Jornada 19 | 51                             | 26                             | 0                              | 1.600                          |
| Jornada 20 | 49                             | 18                             | 0                              | 2.200                          |
| Jornada 21 | 48                             | 18                             | 0                              | 2.050                          |
| Jornada 22 | 38                             | 18                             | 0                              | 2.000                          |
| Jornada 23 | 42                             | 17                             | 0                              | 1.850                          |
| Jornada 24 | 36                             | 18                             | 1                              | 1.750                          |
| Jornada 25 | 46                             | 13                             | 0                              | 2.350                          |
| Jornada 26 | 46                             | 30                             | 0                              | 1.750                          |
| Jornada 27 | 37                             | 22                             | 0                              | 1.850                          |
| Jornada 28 | 52                             | 13                             | 0                              | 2.050                          |
| Jornada 29 | 47                             | 13                             | 1                              | 2.650                          |
| Jornada 30 | 49                             | 20                             | 1                              | 2.450                          |
| TOTALES | 1.279                          | 530                            | 13                             | 64.570                         |
| Media (por jornada) | 42,6                           | 17,7                           | 0,4                            | 2.152                          |